# Obeta

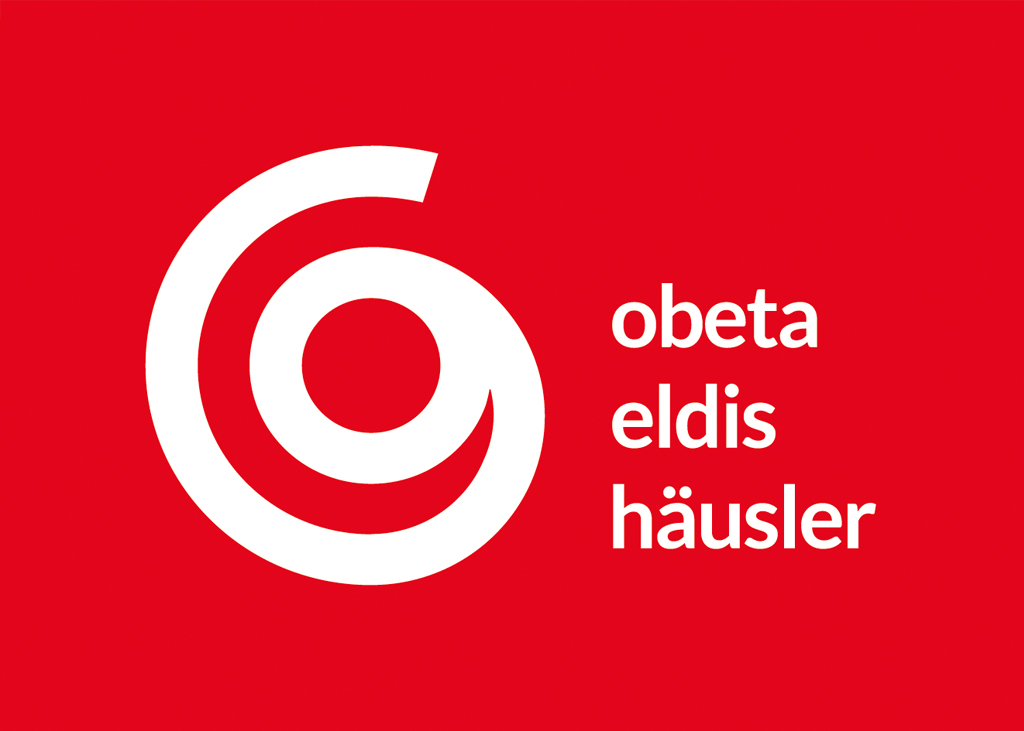
Logo ab Mai 2018

1901 gegründet ist die Oskar Böttcher GmbH & Co. KG (Obeta electro) ein deutsches Großhandelsunternehmen, das im Fachgroßhandel mit Elektroartikeln und Installationsmaterial tätig ist.

## Profil
Das in Berlin ansässige Unternehmen ist in seinem Heimatmarkt regionaler Marktführer im Bereich des Elektro- und Installations-Großhandels. Es ist zusammen mit seinen Tochterunternehmen mit über 1000 Mitarbeitern an mehr als 60 Standorten in Berlin, Brandenburg, Sachsen-Anhalt, Mecklenburg-Vorpommern, Sachsen, Thüringen, Hessen, Hamburg, im Ruhrgebiet und Bayern vertreten. Obeta ist unter anderem Mitglied im Zentralverband der Deutschen Elektro- und Informationstechnischen Handwerke und im Bundesverband des Elektro-Großhandels e. V.
Der Markenname Obeta steht für 

Oskar 

Böttcher 

Elektro 

Technische 

Artikel

## Geschichte

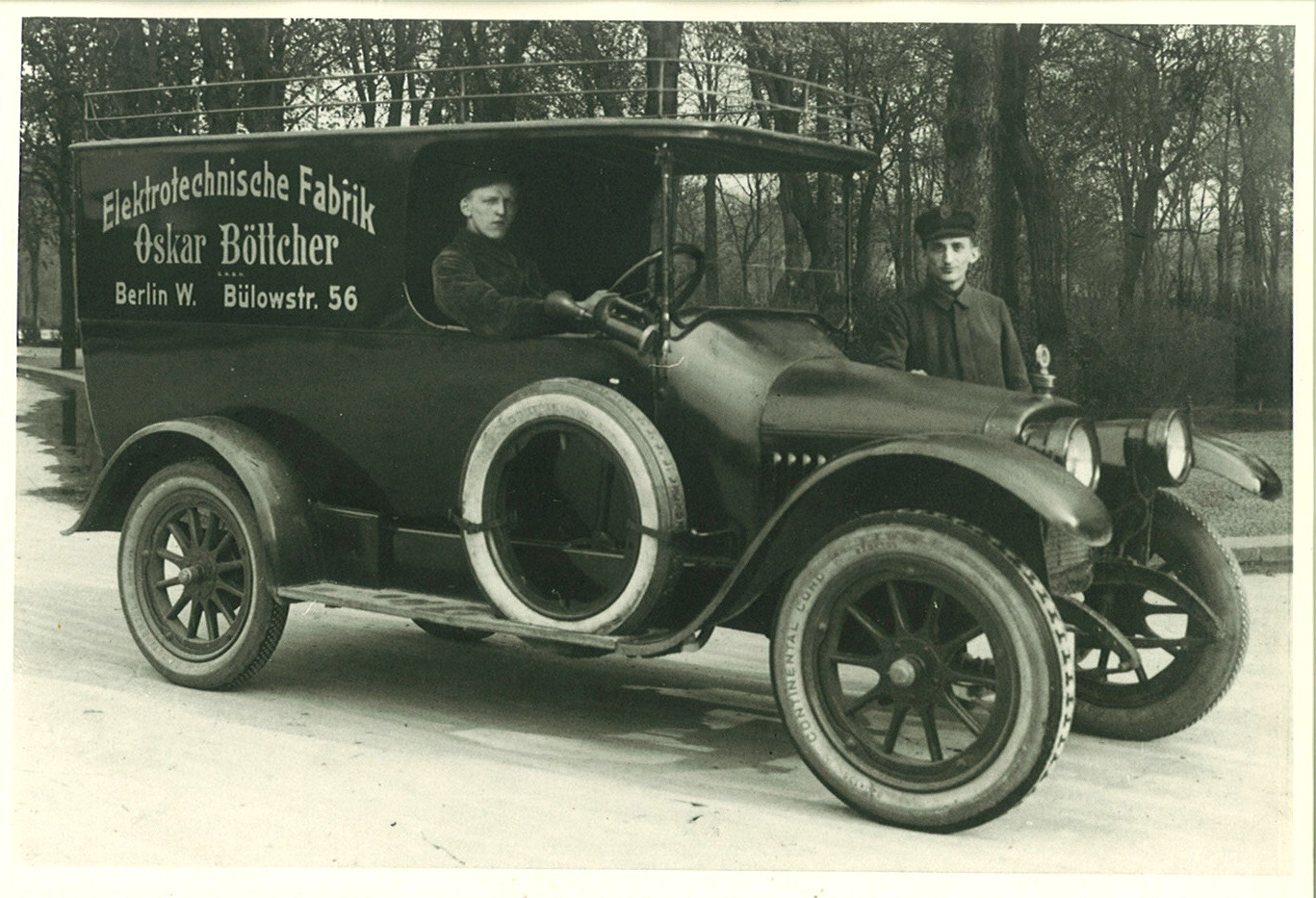

Im Jahr 1901 wurde die Oskar Böttcher KG vom Fabrikbesitzer Oskar Böttcher und seinem Schwiegersohn, dem Freiberger Bankkaufmann Richard Helbig, gegründet. Der Sitz des Unternehmens lag schon damals in Berlin. Im Jahr 1911 beteiligte sich das Unternehmen erstmals als Aussteller an der Leipziger Messe. Viele Produkte wurden von der Oskar Böttcher KG konfektioniert bzw. im Auftrag hergestellt. In dieser Zeit entstand auch die heutige Markenbezeichnung Obeta.

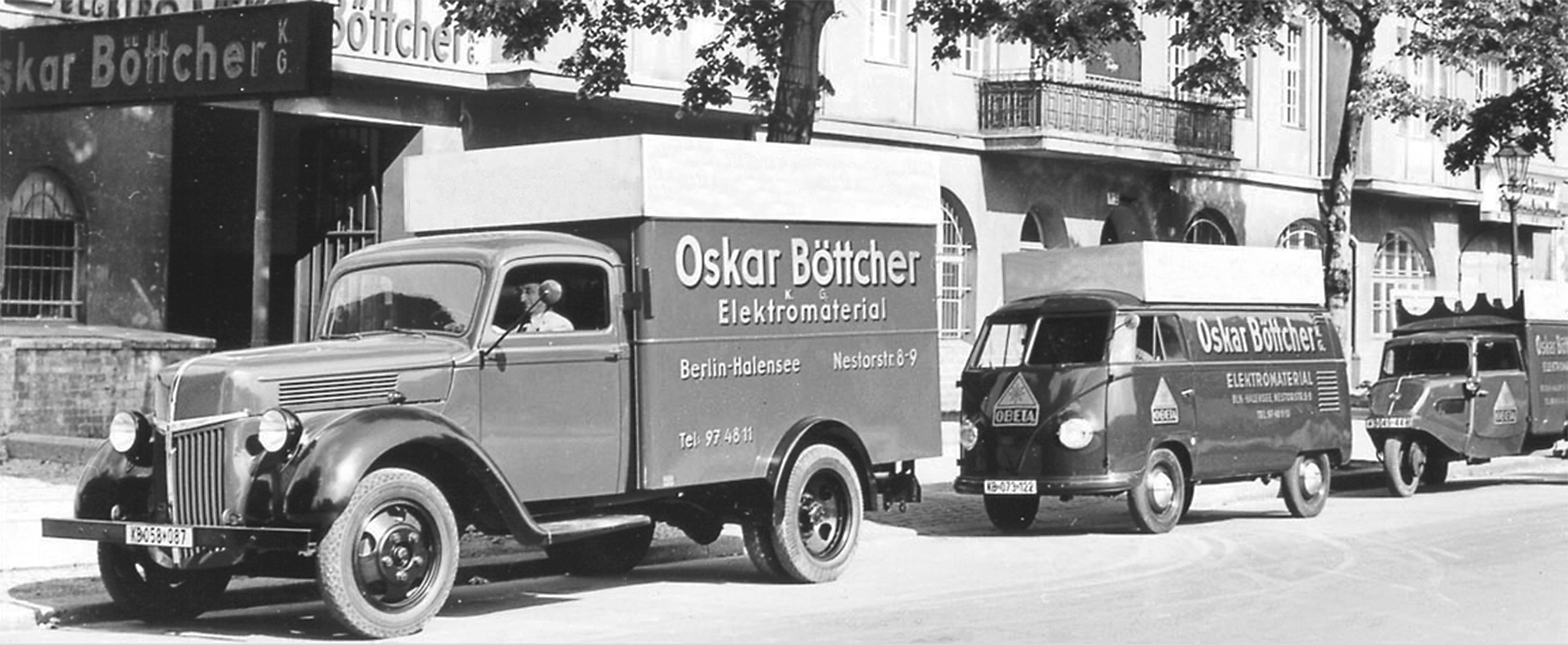

Bis zum Beginn des Ersten Weltkrieges 1914 waren über 100 Mitarbeiter bei der Oskar Böttcher KG angestellt. Zum Kriegsende 1918 waren es nur noch wenige Angestellte, fast ausschließlich Frauen. Nach dem Krieg stieg die Anzahl der Mitarbeiter jedoch wieder an, im Jahr 1925 waren es 155, davon 14 Vertreter.
1922 beteiligt sich Richard Helbig an der Berliner Ventilatorenfabrik Linke. Im Jahr 1926 tritt auch Richard Helbigs Sohn Heinrich in die Firma ein. Außerdem gründete Richard Helbig in diesem Jahr den „Pensionsverein“, der allen Obeta-Mitarbeitern ein Zubrot zur staatlichen Rente zusichern sollte. 1927 übernahm das Unternehmen die Vertretung für die Firma Mende (Dresden), für die man nach der Funkausstellung 1935 auch die Gebietsvertretung in Schlesien, Pommern und Stettin übernahm.
Nach dem Zweiten Weltkrieg waren alle Gebäude der Firma Obeta zerstört, doch die verbliebenen 40 Mitarbeiter begannen mit dem Wiederaufbau des Unternehmens. Bis zu seinem Tod 1950 leitet Richard Helbig das Unternehmen zusammen mit seinem Sohn Heinrich.
Nach einer Studienreise in die USA im Jahr 1961 beschloss Heinrich Helbig das Selbstbedienungsprinzip auch auf Obeta zu übertragen. So wurden 1964 die ersten SB-Märkte eröffnet. In diesem Jahr trat auch Werner Helbig, zweitjüngster Sohn von Heinrich Helbig, in das Unternehmen ein. Die heutige Zentrale im Berliner Stadtteil Marienfelde wurde 1969/70 erbaut.
Im Jahr 1976 endete die langjährige Geschäftsverbindung mit der Firma Nordmende abrupt.
In den 1980er Jahren erhielt das Installationsmaterial einen stärkeren Einzug in das Sortiment von Obeta, auch zusammenhängend mit der sich abzeichnenden rückläufigen Bedeutung des Elektrogroßhandels im Konsumgüterbereich. Im Jahr 1989 starb Heinrich Helbig, wie sein Vater Richard im 81. Lebensjahr. Obeta hatte zu dieser Zeit 70 Mitarbeiter.
Mit der deutschen Wiedervereinigung und der Öffnung der Grenzen erstreckte sich das Absatzgebiet von Obeta auch über West-Berlin hinaus. 1993 übernahm Obeta die Nord Elektro GmbH in Neubrandenburg. Die Zahl der Mitarbeiter stieg an. 1997 waren es bereits 400 Mitarbeiter, der Umsatz lag zu dieser Zeit bei 215 Mio. DM.
Im Jahr 2004 weitete sich das Absatzgebiet durch die Tochterfirma Eldis electro distributor GmbH auch auf Hamburg aus. Mit der Tochter Eldis electro distributor Rhein-Ruhr GmbH erfolgte 2006 die Ausdehnung auf das Ruhrgebiet. Seit 2020 firmieren beide Töchter unter der Eldis electro distributor GmbH mit Sitz in Berlin. Seit 2015 ergänzt die Heinrich Häusler GmbH das gemeinsame Filialnetz und erweitert das Absatzgebiet auf die Räume München und Ingolstadt.
1996 wurde das Tochterunternehmen Technilog gegründet, das sich bis heute um sämtliche logistischen Prozesse des Unternehmens kümmert. Von seinem Zentrallager in Ludwigsfelde beliefert Technilog alle Filialen und Kunden der Firmen Obeta, Eldis und Häusler. Erst 2015 wurde das Zentrallager mit einer Investition von 21 Millionen Euro erweitert und verfügt seither über ein vollautomatisches Shuttlelager mit Kommssionierroboter und ein Kabel- und Trommellager, welches sich über einer Fläche von 5000 m² erstreckt.

## Gegenwart

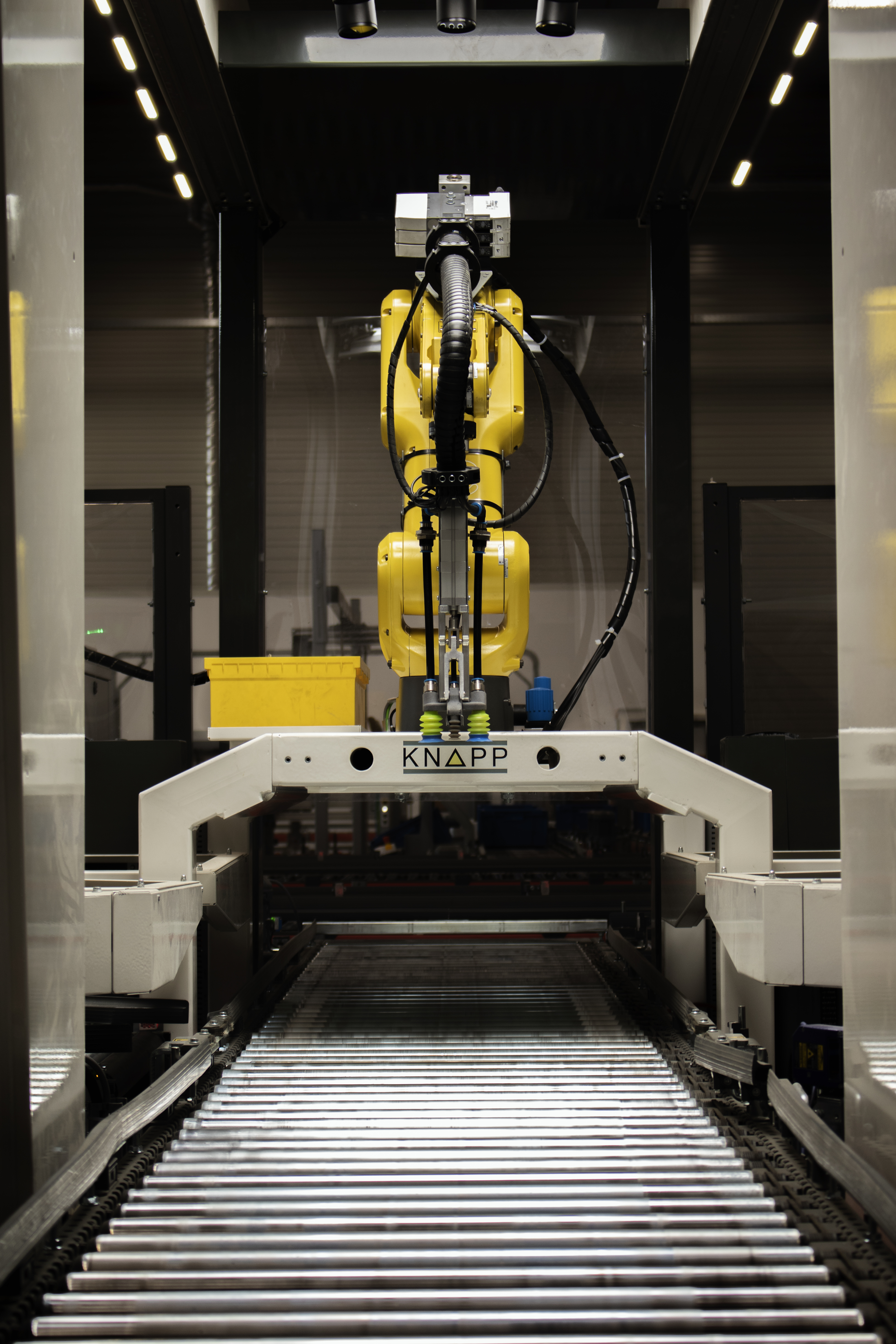
Vollautomatischer Kommissionierroboter der Firma Knapp

In der Logistik hat das Unternehmen 2019 einen selbstlernenden Kommissionierroboter in Betrieb genommen.

## Präsenz in Deutschland
Obeta ist bundesweit mit mehr als 60 Standorten vertreten. Zum Unternehmen gehören Filialen in Berlin, Brandenburg, Mecklenburg-Vorpommern, Sachsen, Sachsen-Anhalt und Thüringen. Filialen des Tochterunternehmens Eldis gibt es in Hamburg, im Ruhrgebiet sowie Hessen. Heinrich-Häusler in München und Ingolstadt.